# Всесвіт Pixar
Всесвіт Pixar, або теорія всесвіту Pixar (англ. The Pixar Theory) — це дослідження Джоном Неґроні, основною думкою якого є те, що кожна дійова особа піксарівських анімаційних стрічок живуть в одному й тому самому спільному всесвіті. Теоретичне положення було висунуто після року розбору цієї справи автором.
У своїй публікації Неґроні обговорює різні кінострічки студії й те, як вони пов'язані за часовим порядком подій. Зокрема, серед них Життя комахи, Історія іграшок 2, Корпорація монстрів, У пошуках Немо, Суперсімейка, Тачки, Рататуй, ВОЛЛ·І, Вперед і вгору, Історія іграшок 3, Тачки 2, Відважна та Університет монстрів.
З'явившись у мережі 11 липня 2013 року, допис швидко став популярним вірусним повідомленням.

## Поява
За словами самого Неґроні, припущення з'явилося після перегляду одного з випусків низки гумористичних відео «After Hours» на Cracked.com, написаного комедійником Денієлом О'Браяном. У ньому йшлося про ідеї, якими можливо просякнуті усі твори Pixar. Наприклад, подібність взаємодії іграшок і людини у серії Історія іграшок та, пізніше (запропонованої послідовності подій), людини і самокерованих машин до рабства, а також інші пов'язані теми. Проте, на відміну від новітньої «теорії Піксар» Неґроні, мультфільми Рататуй та Відважна випадають із загального ланцюга подій, на думку завсідників кафе у сценці.